# Samsung Galaxy Note II
Samsung Galaxy Note II je phablet vyvinutý společností Samsung Electronics. Samsung Galaxy Note II byl představen 29. srpna 2012 a uvedený na trh v říjnu 2012 a je nástupcem telefonu Samsung Galaxy Note, obsahuje vylepšené funkce stylusu, větší obrazovku s úhlopříčkou 5,5 palce (140 mm) a aktualizovaný design hardwaru a krytu založený na Samsung Galaxy S III.